# Карлунд, Виктор
Ка́рл Ви́ктор Ка́рлунд (швед. Karl Viktor Carlund; 5 февраля 1906, Гётеборг — 22 февраля 1985, Гётеборг) — шведский футболист и футбольный тренер, играл на позиции полузащитника. Участник чемпионата мира 1934 года и летних Олимпийских игр 1936 года.

## Биография

### Клубная карьера
Всю футбольную карьеру, насчитывающую девять сезонов, играл только за «Эргрюте», но с этой командой не выигрывал никаких трофеев.

### Карьера в сборной
Дебютировал за сборную Швеции 12 июня 1932 года в товарищеском матче со сборной Бельгии — Швеция одержала победу со счётом 3:1.
В составе сборной Швеции принимал участие на чемпионате мира 1934 года, но на том турнире был запасным и на поле так и не вышел. Через два года был капитаном сборной Швеции на олимпийском футбольном турнире 1936 года, где сыграл в матче со сборной Японии (2:3). Всего за сборную Швеции сыграл 12 матчей.

### Тренерская карьера
С 1937 по 1938 год работал главным тренером «Эргрюте».

### Смерть
Скончался 22 февраля 1985 года через 17 дней после своего 79-летия.